# Distretto di Josselin
Il distretto di Josselin era una divisione territoriale francese del dipartimento del Morbihan, istituita nel 1790 e soppressa nel 1795.
Era formato dai cantoni di Josselin, Bignan, Brehan Loudeac, Guégon, la Nouée, Plumelec, Réguiny e  La Trinité.